# باول هامبتون
باول هامبتون (بالإنجليزية: Paul Hampton)‏ هو كاتب أغاني وملحن وممثل أمريكي، ولد في 20 أغسطس 1945 في الولايات المتحدة.

## وصلات خارجية
- باول هامبتون على موقع IMDb (الإنجليزية)
- باول هامبتون على موقع ألو سيني (الفرنسية)
- باول هامبتون على موقع ميوزك برينز (الإنجليزية)
- باول هامبتون على موقع أول موفي (الإنجليزية)
- باول هامبتون على موقع قاعدة بيانات الأفلام السويدية (السويدية)
- باول هامبتون على موقع ديسكوغز (الإنجليزية)
- باول هامبتون على موقع قاعدة بيانات الفيلم (الإنجليزية)
- باول هامبتون على موقع كينوبويسك (الروسية)